# Ranee Lee
Pour les articles homonymes, voir Lee.
Ranee Lee, née le 26 octobre 1942 à Brooklyn, New York, est une chanteuse jazz résidant à Montréal. Elle est également actrice, écrivaine et professeure et a obtenu plusieurs prix et distinctions.

## Biographie
Ranee Lee commence sa carrière à New York en tant que chanteuse et danseuse et va éventuellement se produire au Canada avec des groupes en tant que batteuse et saxophoniste ténor. En 1972, elle s’installe à Montréal où elle se produit dans des studios locaux. Au début des années 1980, Ranee Lee se donne en spectacle dans les boîtes de nuit en tant que chanteuse jazz.
Elle a enregistré 13 albums sous l’étiquette de disques montréalaise Justin Time. Son premier album, Live at Le Bijou, paraît en 1984.
Depuis les années 1980, Ranee Lee a une carrière internationale. Elle se produit, entre autres, en Espagne, en France, en Angleterre et à Haïti. Elle joue également avec plusieurs artistes importants en jazz, dont Clark Terry, Bill Mayes, Herb Ellis, Red Mitchell, Oliver Jones et Terry Clarke.

## Prix et distinctions
Ranee Lee est détentrice d’un prix Dora Mavor Moore.
En 1994, elle reçoit un prix décerné par le International Association of Jazz Educators pour son service exceptionnel à l’enseignement du jazz.
En 1994 et 1995, Ranee Lee remporte le prix Top Canadian Female Jazz Vocalist décerné par le magazine Jazz Report.
En 1995, son album I Thought About You est le premier album à être nommé pour un prix Juno dans la catégorie Best Mainstream Jazz. En 2003, elle reçoit sa troisième nomination pour son album Maple Groove: Songs From The Great Canadian Songbook. En 2010, elle remporte le prix Juno pour Album Jazz Vocal de l’année pour son album Ranee Lee Lives Upstairs.
En 2006, elle est nommée au sein de l’Ordre du Canada.

## Influences
Ranee Lee a cité Dinah Washington, Duke Wellington, Ella Fitzgerald, Billie Holliday et Carmen McRae comme sources d’inspirations musicales.

## Actrice
Elle a incarné Billie Holiday dans la production canadienne de Lady Day at Emerson's Bar and Grill. Elle a également conçu, produit et joué dans la production Dark Divas « qui consiste à mettre en relief certaines des plus grandes vedettes afro-américaines. »

## Écrivaine
Ranee Lee a écrit et illustré le récit pour enfants Nana, What Do You Say?, basé sur une chanson du même nom qu'elle a composée qui « a été inspirée par les événements de la vie quotidienne de [ses] six petits-enfants à l'époque. »

## Enseignement

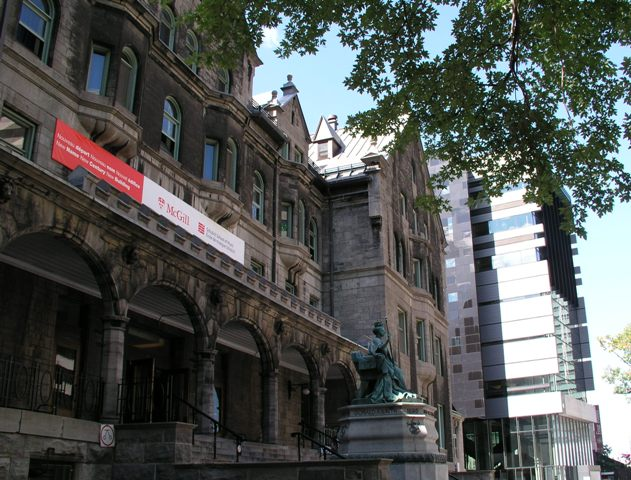
École de musique Schulich de l'université McGill

Depuis 1987, Ranee Lee est professeure de chant jazz à l’École de musique Schulich de l’Université McGill,. En 2007, elle remporte un prix d’appréciation et de contribution au développement du programme de jazz de l’université. Elle a également contribué à la Faculté de musique de l’Université Laval.

## Vie privée

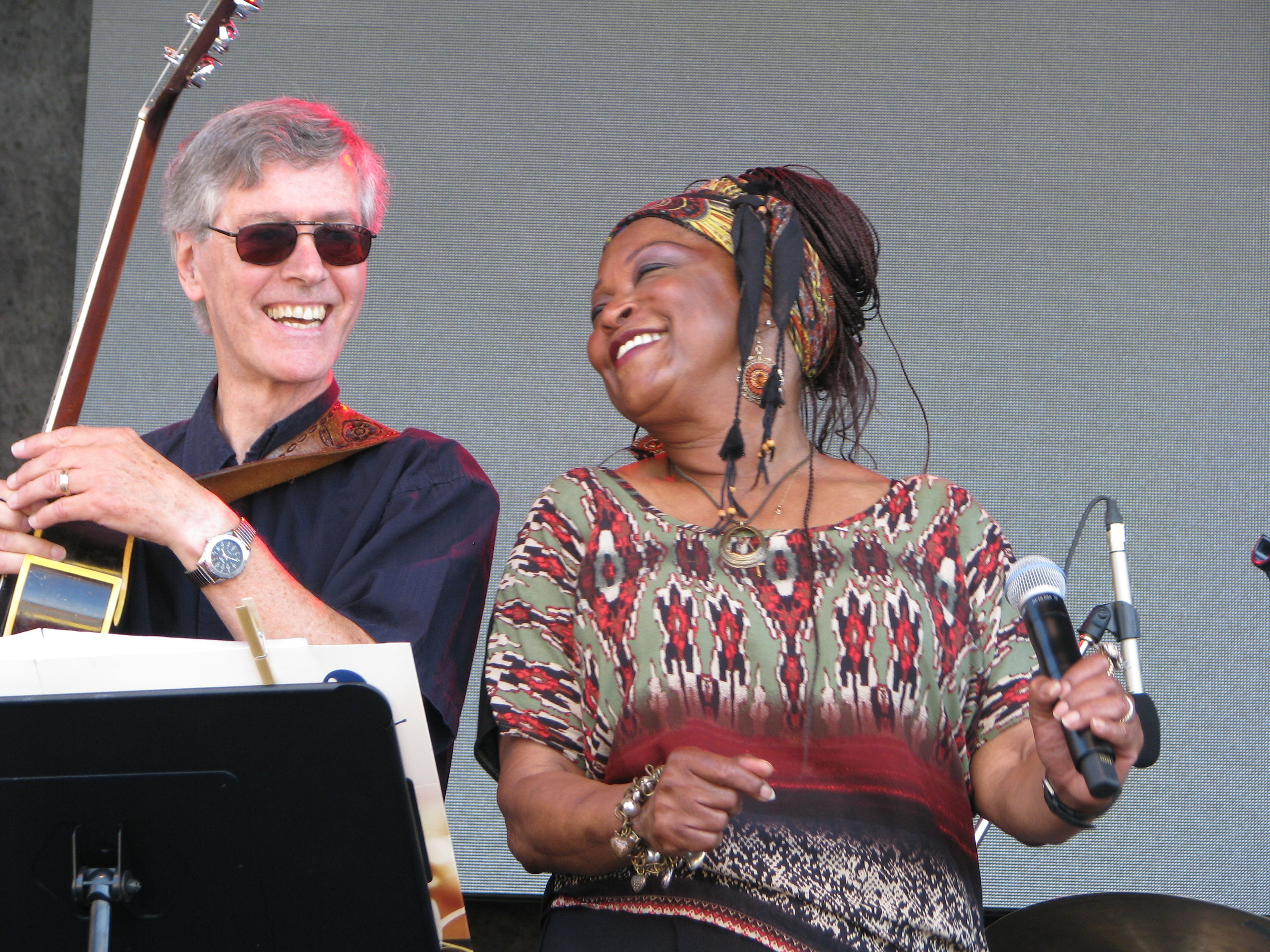
Ranee Lee et son mari Richard Ring

Ranee Lee a trois enfants d’un premier mariage. Elle s'est mariée avec le guitariste Richard Ring, avec qui elle jouait lors de spectacles à Montréal. Il décède le 6 juillet 2018, quelques heures avant la performance de Ranee au Festival international de jazz de Montréal.

## Discographie
- 1984: Live at Le Bijou
- 1989: Deep Song (avec Oliver Jones et Milt Hinton)
- 1992: The Musicals: Jazz on Broadway
- 1994: I Thought About You
- 1996: You Must Believe in Swing
- 1997: Seasons of Love (avec David Murray)
- 2001: Dark Divas: Highlights
- 2002: Dark Divas: The Musical
- 2003: Maple Groove: Songs From The Great Canadian Songbook
- 2005: Just You, Just Me (avec Oliver Jones)
- 2009: Ranee Lives Upstairs
- 2014: What's Going On
- 2021: A Christmas Day
- 2022: Because You Loved Me